# TORCS
TORCS este un joc video/simulator de curse cu sursă deschisă disponibil pe platformele GNU/Linux, FreeBSD, Mac OS X, and Microsoft Windows. Acetsa a fost creat de către Eric Espié și Christophe Guionneau, iar dezvoltarea sa este actualmente condusă de Bernhard Wymann. Este scris în C++ și se află sub licență GNU GPL.

## Istoric
Dezvoltarea simulatorului TORCS a început în anul 1997 de către Eric Espié și Christophe Guionneau ca un joc 2D denumit inițial Racing Car Simulator (RCS).

## Opinia criticilor
Linux Journal considera, în numărul din 18 octombrrie 2007, că este cel mai bun joc video cu sursă deschisă, scoțând în evidență faptul că utilizatorii își pot crea propriile modele de mașini și lăudându-i grafica și manevrabilitatea vehiculelor.